# Bianca (měsíc)

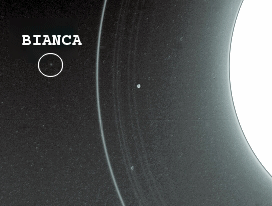
Bianca na orbitě Uranu.

Bianca je třetí měsíc v pořadí od Uranu, který je od planety vzdálen 59 160 kilometrů.
Velikost měsíce je 22 kilometrů. Hmotnost tělesa je ~9.2×1016 kg. Jeden oběh kolem planety mu trvá 0,434577 dne. Doba jedné otáčky kolem osy není známa.
Byl objeven v roce 1986 americkou sondou Voyager 2 (Bradford A. Smith).